# Residencial del Bosque 2
El Residencial del Bosque 2 también llamado Torre Polanco, es un edificio ubicado en Rubén Dario #97, Colonia Chapultepec Polanco, Delegación Miguel Hidalgo en la Ciudad de México.
Cuando finalizó su construcción formó parte de los nuevos edificios construidos a mediados de la década de 1990, junto con Torre Mural, Torre Altus, Torre Reforma Axtel, Torre Arcos Bosques Corporativo, Torre de Polanco.
El arquitecto de la Torre fue César Pelli, quien también fue el arquitecto de su torre gemela y también trabajó en el diseño de la Torre Libertad también en Ciudad de México.

## Forma
- Su altura es de 128 metros y tiene 30 pisos.

- La altura de piso a techo es de 3,65 m.

- El área total del edificio es de 47.000 metros cuadrados.

## Detalles Importantes
- Su construcción comenzó en 1991 y finalizó en octubre de 1996, un mes después de haber sido concluida la construcción del Residencial del Bosque 1. Cuando finalizó su construcción se convirtió en la décimo edificio más alto de la Ciudad de México.

- Cuenta con 4 ascensores, tres de ellos son para el uso de los inquilinos, y uno para el área de servicio que se mueven a una velocidad de 2,5 metros por segundo.

- Es conocida la torre también como Torres Gemelas Polanco, debido a que tiene un torre gemela, son una de las Torres más conocidas en la Ciudad de México debido a la forma de su construcción.

- Cuenta con 20 amortiguadores sísmicos.

- A sus pies está el Bosque de Chapultepec y se encuentra muy cerca del edificio corporativo de la Coca Cola.

- Se le considera uno de los rascacielos más seguros de Polanco junto con Residencial del Bosque 1 (Torre gemela 1), Presidente InterContinental Hotel y Hotel Nikko México.

- Su uso es exclusivamente residencial.

- Tiene 75 departamentos que van desde 1.500,000 DLS

- Los materiales de construcción que usaron fueron: concreto armado.

- Debido a la zona medianamente peligrosa en la que se encuentra el edificio, fue equipado con 15 amortiguadores sísmicos a largo de toda su estructura y cuenta con 60 pilotes de concreto que penetran a una profundidad de 35 metros. El edificio puede soportar un terremoto de 8.5 en la escala de Richter.

- Ha soportado cuatro temblores a lo lago de su historia, el primero en 2003 que midió 7,6 en la escala de Richter, el segundo el 13 de abril de 2007 que midió 6,3 en la escala de Richter y más recientemente el terremoto del 7 de septiembre de 2017 con una intensidad de 8,2 en la escala de Richter y el terremoto del 19 de septiembre de 2017 con una intensidad de 7,1 grados Richter.

- Es considerado un edificio inteligente, debido a que el sistema de luz es controlado por un sistema llamado B3, al igual que el de Torre Mayor, Torre Ejecutiva Pemex, World Trade Center México, Torre Altus, Arcos Bosques, Arcos Bosques Corporativo, Torre Latinoamericana, Edificio Reforma 222 Torre 1, Haus Santa Fe, Edificio Reforma Avantel, Residencial del Bosque 1, Reforma 222 Centro Financiero, Torre del Caballito, Torre HSBC, Panorama Santa fe, City Santa Fe Torre Ámsterdam, Santa Fe Pads, St. Regis Hotel & Residences, Torre Lomas.

- Ha acuñado popularmente el sobrenombre de "Coruscant" en referencia al planeta del mismo nombre en la serie ficticia Star Wars debido a su particular estilo arquitectónico.

## Datos clave
- Altura- 128 metros.
- Área Total- 45.100 metros cuadrados.
- Pisos- 14 niveles subterráneos de estacionamiento y 30 pisos.
- Condición: 	En Uso.
- Rango: 	
  - En México: 24º lugar, 2011: 45º lugar
  - En Ciudad de México: 22º lugar, 2011: 33º lugar
  - En Polanco: 3º lugar, 2011: 4º lugar